# Нижнев

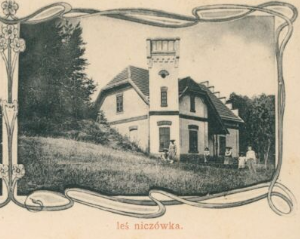
Нижнев на архивном фото

Ни́жнев (укр. Нижнів) — село в Тлумачской городской общине Ивано-Франковского района Ивано-Франковской области Украины. Находится на правом берегу реки Днестр. Также через село протекает река Тлумач. Находится на региональной трассе Ивано-Франковск — Чортков.
Основной версией происхождения названия является то, что Нижнев находится внизу между горами.
Нижнев известен своими наводнениями. За последние 100 лет их здесь было 3 — в 1941, 1969 и в 2008 году. Последнее подняло реку Днестр на 10 метров. Река прошла в глубь примерно на 2 км.